# Ingersleben
Ingersleben är en kommun och ort i Landkreis Börde i förbundslandet Sachsen-Anhalt i Tyskland.
Kommunen bildades den 1 januari 2010 genom en sammanslagning av de tidigare kommunerna Alleringersleben, Eimersleben, Morsleben och Ostingersleben.
Kommunen ingår i förvaltningsgemenskapen Flechtingen tillsammans med kommunerna Altenhausen, Beendorf, Bülstringen, Calvörde, Erxleben och Flechtingen.